# جوني لي (موسيقي)
جوني لي (بالإنجليزية: Johnny Lee)‏ هو موسيقي ومغني وكاتب أغاني أمريكي، ولد في 3 يوليو 1946 في Alta Loma, Texas ‏ في الولايات المتحدة.

## وصلات خارجية
- الموقع الرسمي
- جوني لي على موقع IMDb (الإنجليزية)
- جوني لي على موقع ميوزك برينز (الإنجليزية)
- جوني لي على موقع أول ميوزيك (الإنجليزية)
- جوني لي على موقع ديسكوغز (الإنجليزية)
- جوني لي على موقع قاعدة بيانات الفيلم (الإنجليزية)